# USS Laws (DD-558)
Pour les articles homonymes, voir Laws.
L'USS Laws (DD-558) est un destroyer de la classe Fletcher en service dans la Marine des États-Unis (US Navy) pendant la Seconde Guerre mondiale. Il a été nommé en l'honneur de Alexander Laws, qui a servi dans la marine pendant la quasi-guerre et la première guerre barbaresque au début du 19e siècle.

## Construction
Sa quille est posée le 19 mai 1942 au chantier naval Seattle yard de Seattle-Tacoma Shipbuilding Corporation - Seattle, dans l'état de Washington. Il est lancé le 22 avril 1943; parrainé par Mme Mary A. Farwel, et mis en service le 18 novembre 1943.

## Histoire

### 1944
Après ses essais de mise au point, le Laws quitta San Francisco le 11 février 1944 et rejoignit les forces avancées à Kwajalein le 4 mars. Après deux semaines d'entraînement anti-sous-marin, le destroyer appareille le 20 mars pour protéger un groupe de ravitaillement soutenant les raids sur Palaos, Yap et Ulithi. Le mois suivant, le Laws poursuit ses opérations de filtrage, accompagnant les pétroliers qui ravitaillent les unités lors de l'opération Hollandia.
Après un bref répit à Pearl Harbor, le Laws arrive à Roi-Namur le 8 juin, pour rejoindre un groupe de porte-avions en route pour Saipan. Arrivé à destination le 15 juin, il protège les porte-avions qui lancent de lourdes frappes aériennes sur les îles Mariannes. Deux jours plus tard, les avions ennemis tentent en vain de percer l'écran de protection et de trouver les porte-avions. Les canons de 5 pouces du Laws lancent un barrage mortel de tirs antiaériens, pulvérisant deux avions ennemis et contribuant à l'abattage d'un autre. Le destroyer resta dans la région de Saipan en patrouille et en surveillance jusqu'à la mi-août.
Des bases supplémentaires étaient nécessaires comme zones de transit pour les navires et les avions pendant l'invasion prévue de Leyte, et le groupe d'îles Palaos fut choisi. Naviguant avec le groupe de porte-avions le 29 août, le Laws se tint prêt à assister à la neutralisation des plages par la puissante force en vue de l'assaut à venir. Le 9 septembre, la force se tourne vers les Philippines et lance des frappes aériennes sur Mindanao. En route vers leur objectif, des avions amis signalent une force japonaise de 40 petites embarcations au large de Sanco Point ; deux croiseurs, le Laws, et trois autres destroyers sont envoyés pour intercepter le groupe.
Les porte-avions avaient déjà commencé à attaquer lorsque les croiseurs-destroyeurs arrivèrent sur les lieux. L'ennemi ne fait pas le poids face aux Américains, car le Laws et ses autres navires lancent une attaque coordonnée qui anéantit le convoi. Le Laws continua à surveiller les transporteurs jusqu'à son arrivée à Ulithi le 1er octobre.
De nouveau en mer le 6 octobre, il rejoint les porte-avions qui frappent Formose et Okinawa avant d'arriver au large de Leyte deux semaines plus tard. Le Laws resta au large, apportant un soutien étroit à l'invasion de Leyte le 20 octobre. L'occupation américaine des Philippines coupant carrément les lignes de ravitaillement de l'ennemi depuis les Indes orientales jusqu'aux îles intérieures, on peut s'attendre à ce que les Japonais ripostent à l'invasion avec l'ensemble de leur flotte.
Les avions de la Carrier Task Force 38 (TF 38), à laquelle le Laws était rattaché, localisèrent la force centrale japonaise le 24 octobre alors que l'ennemi se dirigeait vers le détroit de San-Bernardino ; les frappes des porte-avions coulèrent le cuirassé Musashi lors de la bataille de la mer de Sibuyan qui s'ensuivit. Tandis que les bombardiers et les torpilleurs américains s'attaquent aux autres navires ennemis de la force centrale, les avions de recherche de l'amiral William F. Halsey Jr. scrutent les mers à la recherche de porte-avions ennemis. Lorsqu'ils repèrent la force de l'amiral Jisaburo Ozawa vers le milieu de l'après-midi, le Laws fonce vers le nord avec les porte-avions pour les intercepter. Arrivés à portée de tir aux premières heures du matin suivant et peu après l'aube, les porte-avions lancent leurs avions pour commencer un pilonnage d'une journée qui coule quatre porte-avions et un destroyer.
Pendant ce temps, les Japonais subissent d'autres défaites cuisantes dans le détroit de Surigao et au large de Samar. Lorsque les dernières fumées de ces engagements décisifs - connus sous le nom de bataille du golfe de Leyte - se dissipent, le Japon a pratiquement perdu sa marine impériale, les Philippines et tout espoir de gagner la guerre. Le ministre japonais de la marine, l'amiral Mitsumasa Yonai, a déclaré après la fin des hostilités : "...la défaite à Leyte équivalait à la perte des Philippines. Lorsque vous avez pris les Philippines, c'était la fin de nos ressources".

### 1945
Pendant le reste de l'année, le Laws continue de protéger les porte-avions qui mènent des frappes contre les forces japonaises à Leyte et à Luçon. Naviguant avec les porte-avions fin décembre, il a soutenu l'assaut amphibie sur Luçon le 6 janvier 1945. Rapprochant les destructions de Tokyo, son groupe opérationnel a ensuite concentré ses raids sur la côte chinoise et Formose avant de se réapprovisionner à Ulithi.
Au départ, le 10 février, le Laws rejoint une unité de piquet radar de destroyers mise en place pour avertir rapidement les forces porteuses des attaques ennemies. Le 19 février, il protège les porte-avions qui frappent Iwo Jima, une île volcanique fortifiée nécessaire à l'installation d'une piste d'atterrissage pour les bombardiers Boeing B-29 Superfortress. Après avoir soutenu la campagne d'invasion jusqu'à ce que le succès soit assuré, le Laws se retire à Ulithi le 12 mars.
Les préparatifs pour l'invasion d'Okinawa, la dernière barrière restante sur la route du Japon, sont maintenant terminés. Le Laws quitte Ulithi le 21 mars, dans le cadre de la Task Force 54 (TF 54), pour prendre son poste de patrouille en prévision de l'invasion prévue le 1er avril. En apportant son soutien aux opérations de dragage de mines et aux équipes de démolition sous-marine (Underwater Demolition Team), le destroyer vétéran a prouvé sa valeur. Les Alliés, qui ont déferlé sur l'ennemi, ont installé une garnison dans l'arrière-cour du Japon, tandis que le Laws se tenait prêt à patrouiller et à bombarder le littoral. Le 6 avril, il éclaboussa un Mitsubishi A6M Zero (ou Zeke) qui se dirigeait vers la flotte. Le destroyer reste au large d'Okinawa jusqu'à ce que l'île soit déclarée sûre, et poursuit ses opérations à proximité jusqu'à la fin de la guerre.
Avec la cessation des hostilités et la capitulation du Japon, le Laws quitte Ulithi le 7 septembre et arrive à Bremerton, État de Washington, le 15 septembre. Plus tard dans l'année, il s'est rendu à San Diego, en Californie, où il est resté jusqu'à sa mise hors service le 10 décembre 1946.

### 1951 - 1964
Lorsque le besoin de navires supplémentaires s'est fait sentir pour soutenir la guerre de Corée, le Laws a été remis en service le 2 novembre 1951 au chantier naval de Long Beach (Long Beach Naval Shipyard). Après une année de modernisation et d'entraînement aux opérations de chasseurs-tueurs, le destroyer quitte San Diego le 13 novembre 1952 pour servir en Extrême-Orient. Arrivé à Yokosuka, au Japon, trois jours avant Noël 1952, le Laws a rejoint la Task Force 77 (TF 77) quatre jours plus tard, et s'est dirigé vers la côte est de la Corée. En janvier 1953, le destroyer reste au large de la côte pour protéger les porte-avions engagés dans des raids sur la péninsule.
Le 19 février, le Laws se rendit de manière indépendante sur l'île de Nando, où il bombarda le rivage, soutenant la 15e division de la République de Corée (ROK 15th Division) en réduisant au silence deux emplacements côtiers ennemis le 6 mars. Il poursuit ses opérations de soutien aux forces américaines en Corée jusqu'à la fin du mois de mai, date à laquelle il part patrouiller au large de Formose. Le Laws termine sa tournée en Extrême-Orient au début du mois de juillet et arrive à San Diego le 20 juillet.
Après avoir suivi un programme d'entraînement tactique pendant les sept mois suivants, le destroyer entame sa deuxième croisière dans l'Océan Pacifique (Western Pacific - WestPac) le 3 mars 1954. Il rejoint la 7e Flotte (7th Fleet) dans les opérations de maintien de la paix et, durant l'été, reste en alerte pour soutenir les positions nationalistes chinoises dans les îles Tachen. Le Laws retourne à San Diego le 12 septembre et reprend ses opérations d'entraînement au large de la côte ouest pour le reste de l'année. De 1955 à 1957, le Laws effectue des croisières annuelles en Extrême-Orient pour opérer avec la 7e Flotte, y compris des patrouilles et des exercices d'entraînement à Taïwan.
Le 1er juillet 1958, le Laws a été affecté à la 12e division d'escorte de réserve (Reserve Escort Division 12) et a commencé son service en tant que navire-école. Il poursuit ses croisières de réserve le long de la côte, de Mazatlán (Mexique) au Canada, jusqu'au 2 février 1962, date à laquelle il entame une nouvelle croisière dans le Pacifique occidental. Pendant son séjour en Extrême-Orient, le Laws s'exerce avec les marines coréenne et chinoise nationaliste et reste en alerte pendant la crise laotienne.

### Destin
De retour à San Francisco le 17 juillet 1962, le destroyer a repris ses activités en tant que navire-école de la Réserve navale et a continué à exercer cette fonction jusqu'à son désarmement au chantier naval de Mare Island ( Mare Island Naval Shipyard), à Vallejo, en Californie, le 30 mars 1964. Il a été affecté à la 271e division de destroyers de réserve (Reserve Destroyer Division 271), groupe Mare Island, le 1er avril 1964.
Le Laws a été radié du registre des navires de guerre (Naval Vessel Register ) le 15 avril 1973 et a été vendu à American Ship Dismantlers, Inc. de Portland, Oregon, le 3 décembre 1973. Il a été transféré à l'acheteur le 28 décembre 1973 pour être démantelé.

## Décorations
Le Laws a reçu 9 battle stars (étoiles de combat) pour son service pendant la Seconde Guerre mondiale et deux battle stars pour la guerre de Corée.

## Honneurs
Le USS Laws apparaît brièvement dans l'épisode de Haute Tension (Kraft Suspense Theatre= : "Streetcar, do you Read Me ?" en tant que navire de position alpha.

## Membres d'équipage notables
- John W. Young - Astronaute, l'un des 12 à avoir marché sur la lune - a servi comme officier de contrôle des tirs sur le USS Laws jusqu'en juin 1953 - a effectué une période de service dans les mers de Corée.